# إشراف مسيء
تتم دراسة الإشراف المسيء بشكل كبير في سياق مكان العمل، على الرغم من أنه يمكن أن ينشأ في مجالات أخرى مثل الأسرة والمدرسة. «تم التحقيق في الإشراف التعسفي باعتباره سابقة للنتائج السلبية لمكان العمل المرتب.» «للعنف في مكان العمل مجموعة من العوامل الظرفية والشخصية». بحثت الدراسة التي أجريت على العلاقة بين الإشراف التعسفي والأحداث المختلفة في مكان العمل.

## التنمر في العمل
يتداخل الإشراف المسيء مع التنمر في مكان العمل في سياق مكان العمل. تشير الأبحاث إلى أن 75٪ من حوادث التنمر في مكان العمل يرتكبها عملاء متفوقون هرميًا. يختلف الإشراف المسيء عن التصرفات ذات الصلة مثل تنمر المشرف وتقويضه لأنه لا يصف نوايا المشرف أو أهدافه.

## الانحراف في مكان العمل
يرتبط انحراف مكان العمل ارتباطًا وثيقًا بالإشراف التعسفي. يُعرَّف الإشراف المسيء بأنه "تصورات المرؤوسين" حول المدى الذي يشارك فيه المشرفون في العرض المتواصل للسلوكيات اللفظية وغير اللفظية المعادية ". قد يحدث هذا عندما يسخر المشرفون من موظفيهم، ويعطوهم المعاملة الصامتة، ويذكروهم بالفشل في الماضي، أو يفشلون في منح ائتمان مناسب، أو توجيه اللوم بشكل خاطئ أو العصبية الزائدة في نوبات من المزاج. قد يبدو أن الموظفين الذين يتعرضون للإيذاء من قبل المشرف عليهم إما ينتقمون مباشرةً أو ينسحبون عن طريق ترك الوظيفة ولكن في الواقع، يقوم العديد منهم بضرب صاحب العمل من خلال الانخراط في سلوكيات تنظيمية منحرفة. نظرًا لأن الموظفين يسيطرون على العديد من موارد المؤسسة، فإنهم يستخدمون أو يسيئون استخدام أي شيء يمكنهم. قد يأتي سوء استخدام الموارد هذا في شكل وقت أو لوازم مكتبية أو مواد أولية أو منتجات نهائية أو الخدمات التي يقدمونها. هذا يحدث عادة في خطوتين. الخطوة الأولى هي أن الالتزام يتم تدميره ويتوقف الموظفون عن الاهتمام برفاهية صاحب العمل. والخطوة الثانية هي أن الموظف المعتدى عليه سيحصل على موافقة (ضمنية عادة) من زملائه في العمل على ارتكاب أعمال منحرفة.
الخبرات في مكان العمل قد تشجع العامل للإنحراف. تم إجراء بحث يوضح أن التصور بعدم الاحترام هو أحد الأسباب الرئيسية للانحراف في مكان العمل؛ عدم الرضا في مكان العمل هو أيضا عامل. وفقًا لبولين وهيذرلي، «يؤدي عدم الرضا إلى ارتفاع نسبة الجرائم البسيطة، لكنه لا يؤدي بالضرورة إلى جريمة خطيرة». قد يصبح الموظف الأقل رضىً عن عمله أو عملها أقل إنتاجية نظرًا لعدم تلبية احتياجاته. في مكان العمل، «الإحباط والظلم والتهديدات للذات هي سوابق أساسية لانحراف الموظف». على الرغم من حدوث الانحراف في مكان العمل، إلا أن السلوك ليس عام. هناك نوعان من التدابير الوقائية التي يمكن لأصحاب الأعمال استخدامها لحماية أنفسهم. الأول هو تعزيز التزام الموظف بالتفاعل بقوة مع الإشراف التعسفي بحيث يعرف الموظف أن السلوك غير مقبول. إن الحفاظ على الموظف باحترام كبير عن طريق تذكيرهم بأهميتهم، أو وضع برامج تنقل قلق الموظف قد يعزز أيضًا التزام الموظف. توفير مناخ أخلاقي إيجابي يمكن أن يساعد أيضًا. يمكن لأصحاب العمل القيام بذلك من خلال وجود مدونة سلوك واضحة يتم تطبيقها على كل من المديرين والموظفين على حد سواء.

## التقليل الاجتماعي
التقليل الاجتماعي من الممكن ان تظهر من الإشراف المسيء، هذا عندما يستعمل المشرف افعال سلبية وتؤدي لهبوط في العموم ; المشرف يعتبر مسيء.
  أظهرت دراسة ان «الإشراف المسيء هو تقييم شخصي متعلق بأفعال مشرفيهم في فترة زمنية من قبل المرؤوسين.». مثلا، الإشراف المسئ يضم أيضا «رئيس عمل يهين أو يقلل من خصوصية الشخص الذي يعمل لديه».
تحيز العزو العدائي هو عقلية زيادة العقاب، حيث ان شخص يميل الي الدفاع عن نفسه بإسقاط اللوم الأخرين.أراد الباحثين أن يروا مدي إمكانية  تحيز العزو العدائي في تعديل العلاقة بين مفاهيم انتهاك العقد النفسي ومفاهيم المرؤوسين عن الإشراف المسئ. التقليل ينشأ فعلا من الإشراف المسيء وتؤثر علي العائلات والعدوانية؛ يعتقدون ان هناك علاقة قوية بين تجارب الإنتهاك النفسي وبلاغات المرؤوسين في العمل بالإساءة. لقد اشاروا ان عندما يكون الشخص في بيئة عمل سلبية، فهي تؤثر علي مستوي الطبيعي للعواطفهم ف تؤدي الي مواجهات سلبية مع العائلة. النتائج من هذه الدراسة اوضحت ان أعضاء عائلة العاملين المظلومين أبلغت انهم أكثر من عايشوا التقليل في بيوتهم. عندما يحدث هذا، مشاكل تنشأ في البيت والعمل أيضا. قد يكون سوء المعاملة في العمل هو الذي يولد التوتر في العلاقات الشخصية، مما يسهم في هبوط العلاقات في كلا المجالين.
عند الإساءة لأحد العاملين، يمكن ان يؤدي ذلك الي تأثير سلبي علي اسرهم حيث يبدأ العامل با التقليل من افراد أسرته. يولد هذا التقليل من النزع العدواني الذي هو «إعادة توجيه ضرر [شخص] أثناء سلوكه من هدف أساسي إلى هدف ثانوي.»  (تيدشي ونورمان، 1985, ص30). ينشأ التقليل في الأسرة بسبب بيئة العمل السلبية: عندما يضعك مسئول في مكانة صغيرة، يبدأ بالاعتقاد بأنه يجب ان علي شخص ان يخمد من قبل فرد من أفراد أسرته.

## مكيافيليه
بالبحث، وجود المكيافيلية مرتبط بتصورات المرؤسين عن الإشراف المسئ.

## ربط بين السياق والنتائج
تم التحقيق في الإشراف المسيء اولا في الشركات والسياق التعليمي. في سياق الشركات، عثر ان الإشراف المسيء مرتبط بطريقة سيئة بسلوك التابعين نحو القائد، الرضا الوظيفي، المواقف المرتبطة بالوظيفة، العدالة، الالتزام، التقييم الذاتي الإيجابي، والرفاهية. بالإضافة الي الإشراف المسيء علي الشركات مرتبط بعواقب غير مرغوب فيها مثل المقاومة، نية الانقلاب وإنتاج عمل غير مثمر، تأثيرات سلبية وضغط. في السياق التعليمي، تم التحقيق في الإشراف المسيء في علاقة بين مرشد وطالب، وهذه الدراسات وجدت ان هذا الإشراف متعلق سلبا بالقلق والراحة النفسية. علاوة علي ذلك، استخدام المرشدين للإشراف المسئ يرتبط بمجموعة من ردود افعال في نطاق العاطفة، السلوك، والإدراك من الطلاب.